# 严希纯

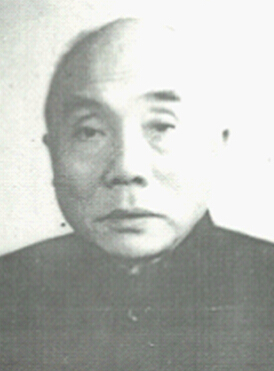

严希纯（1898年—1965年9月29日），名俦、号绍彭，贵州印江人，中国政治人物。书法家严寅亮之子。

## 生平
严希纯早年曾就读于成都第一小学、贵州省立模范中学。1922年考入南京河海工程专门学校，1926年毕业。其间加入中国共产党，并任中共河海支部委员。北伐战争期间，他曾先后担任过上海中法大学医学科讲师、上海科学社编辑、上海工务局技佐、山西民族大学教授等，并从事工人运动。红军长征期间任中央军委地下交通员，后在上海从事中共地下工作。抗日战争期间前往重庆担任周恩来创办的中国工业合作协会重庆总会专员、工务处主任。抗战结束后赴香港，曾任香港大千印刷厂经理、达德学院教授、文汇报编辑等职。1948年加入中国致公党并任致公党中央常委、秘书长。
中华人民共和国成立后，历任中国科学院秘书处处长、办公厅主任，中国科学出版社副社长、政务院参事、国家计量局副局长等。此外，他还是第一至三届全国人大代表，第二、三届全国政协委员，第四届全国政协常委。在反右运动中他被清除出共产党，但保留致公党党籍、降为普通党员。1965年9月29日在北京逝世。

## 家庭
严希纯之女顾复生是著名心血管专家。